# أبو الفضل نبوي
السيّد أبو الفضل بن علي بن عبد الهادي الحسيني النبوي القُمي (6 فبراير 1926 - 14 نوفمبر 1991) (24 رجب 1344 - 8 جمادى الأولى 1412) فقيه جعفري ومفسر وكاتب ديني إيراني. ولد بمدينة قُم في عائلة حسينية إثنا عشرية ونشأ بها. تعلم في مدراسها الجعفرية على كبار علمائها ثم هاجر إلى النجف لمواصلة دروسه العالية فيها. هو من أبرز تلامذة حسين البروجردي. برز في التفسير والفقه الجعفري وقام بالتدريس. قضى معظم حياته في الكتابة وله أكثر من خمسين مؤلفات في موضوعات شتى بالفارسية والعربية وله ديوان أشعار باللغتين. عمى قبيل وفاته بمسقط رأسه ودفن بها.

## سيرته
ولد أبو الفضل بن علي بن عبد الهادي الحسيني النبوي القمي في 24 رجب 1344/ 6 فبراير 1926 في مدينة قم ونشأ بها. تخرج من الثانوية وتعلم مقدمات ودخل مدراسها الجعفرية في 1941. تتلمذ على حسين البروجردي وعبد النبي الأراكي ويوسف الشاهرودي وعلي الكرماني ومحمد الداماد اليزدي والفاضل اللنكراني ومحمد حسين الطباطبائي وشهاب الدين المرعشي وغيرهم من علماء وأجازوه. 

قام بتدريس الفقه والمبادئ منذ أن كان طالباً ثم قام أيضًا بتدريس تفسير القرآن واهتم بالكتابة في هذا الموضوع. ألف 50 كتابًا في مواضيع دينية. 

توفي أبو الفضل نبوي في 8 جمادى الأولى 1412/ 14 نوفمبر 1991 في مسقط رأسه عن عمر يناهز 68 عامًا.

## مؤلفاته
من آثاره بالفارسية:
- ارغام المبارز في إثبات المعاجز، في عقائد
- أسرار العوالم في مصاحبة موسى مع العالم، في سيرة الأنبياء
- امراء هستی، حكومت چهارده معصوم بر جمیع موجودات، في عقائد
- بدر الدجى في شرائط الدعاء
- تعليقة على العروة الوثقى، من الطهارة إلى آخر الصوم
- تفسير، اشتمل على تفسير السور الفجر والضحى والعصر والتين ويوسف والبلد
- تقريرات محاضرات السيد البروجردي
- تقريرات محاضرات الشيخ عبد النبي الأراكي
- جامع الأنوار في اثبات التوحيد
- اشعه‌ای از سوره ی نجم، في تفسير القرآن
- جلاء القرآن، رد على كتاب اعجاز القرآن للشيرازي
- حقوق زن ومادر در اسلام
- حلية الوسمة في حقيقة العصمة
- حياة الفؤاد في إثبات المعاد
- درس سُخَنوَري
- فيض الرحمن في العلوم المكتسبة من القرآن
- كشف الارتياب في أدلة الحجاب
- كمال الإيمان في اثبات وجود صاحب الزمان
- كمونيسم از نظر عقل واسلام
- لئالي منثور در تفسير سوره طور
- مخزن الأسرار في اثبات النبوة
- معراج پيغمبر أكرم از جنبه عقل وشرع
- مقصد الأبرار في إثبات الإمامة
- نور الآفاق في مباحث الأخلاق

من آثار بالعربية:
- حاشية على رسالة العسر والحجر
- حاشية على المكاسب
- حاشية على المنظومة لهادي السبزواري
- رسالة في اعتراف الأعداء بعظمة الإسلام
- رسالة في اعتراف الأعداء بفضائل علي
- الشرع المؤبد في خاتمية محمد
- صحو المعلوم، رد على محو الموهوم للسنكلجي
- غالية الدرر في مصبّ قاعدة الضرر
- فلسفة الأحكام
- الكوكب الدري، رسالة شرحية
- معدن الآثار في ضبط الحكم والأخبار

وله ديوان أشعار بالفارسية والعربية.

## وصلات خارجية
- صوره على موقع "وارثون"